# 李自成
李自成（1606年9月22日—1645年5月17日），原名鸿基，陕西米脂人，世居米脂李继迁寨，明末民变领袖之一，大顺皇帝。
原是陕北驿卒。崇祯帝采信大臣裁撤驿卒的建议，造成失业驿卒武夫起义，李自成参与起义军。高迎祥被明朝处决后，李自成稱闖王，成为明末民变领袖之一，率起义军于河南歼灭明军主力。1644年在西安稱帝建立大順，後进攻明都北京，与崇禎帝谈判破裂后，攻入北京城，崇祯自缢，是為甲申之變，至此明朝滅亡。然而李自成在往後一年不敵清兵而敗亡。

## 生平

### 相貌
《明史》卷三○九《李自成传》「自成为人高颧深，鸱目曷鼻，聲如豺」。

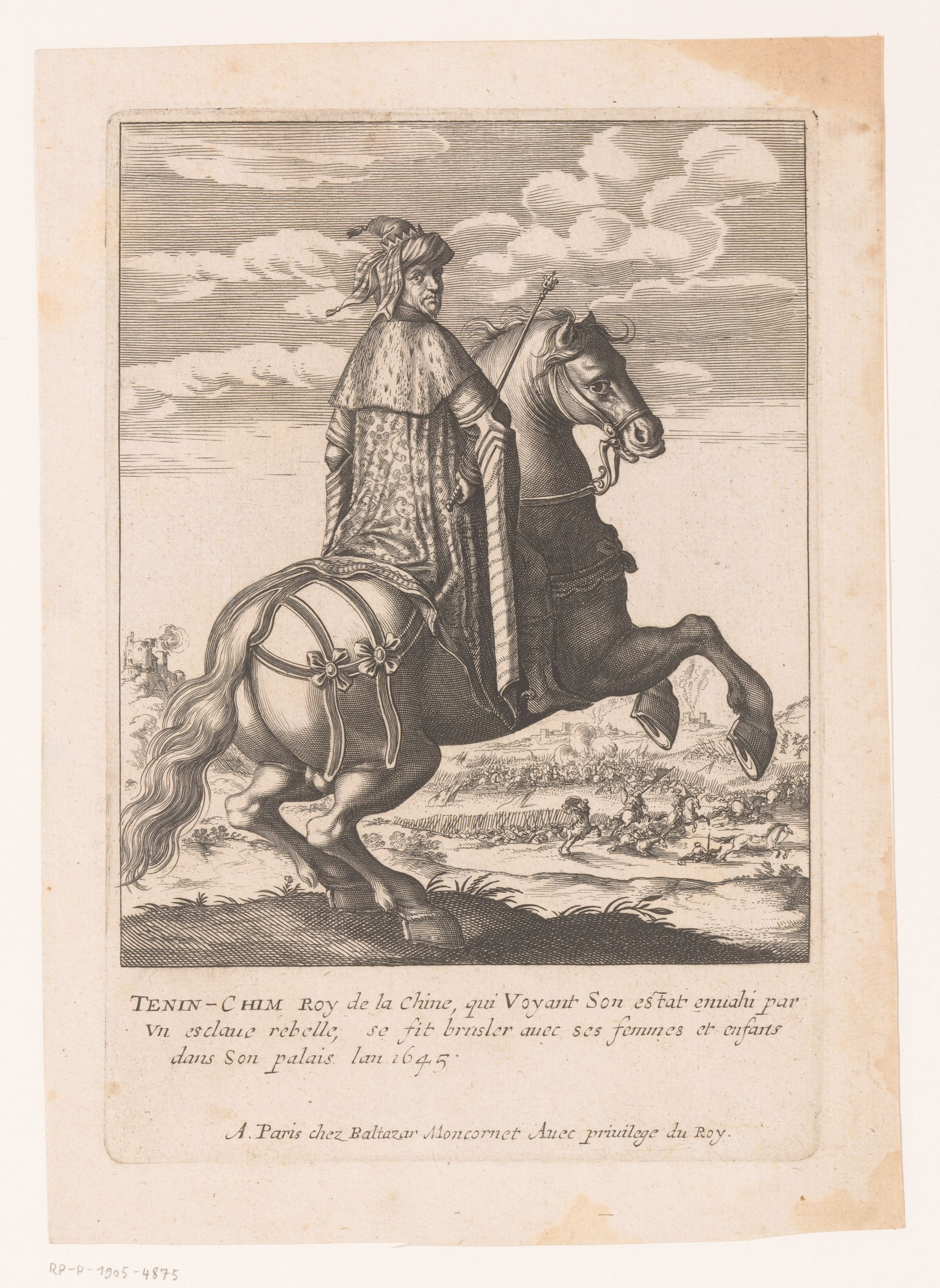
衛匡國所繪的李自成畫像

### 早年
李自成出生在米脂河西200里怀远堡李继迁寨（今横山县城关街道柴兴梁村）。李自成先祖由甘肃秦安迁入陕西省米脂县李家站（西夏李继迁兵站）居住。其祖父李海因生活所逼，迁至原米脂地长峁村（现属横山县）。人们所说李自成“生在李继迁寨，长在长峁村”，即指的是这段事。《米脂县·李自成族裔考》中记载：“自成籍本县太安里二甲，世居北乡，距城七十里海会寺沟之李家站。”
《米脂县志》记载：“米脂李姓，分太安里二甲李氏和永和石楼李氏。一支是太安里二甲，李自成家庭属太安里二甲，明代前由甘肃太安里迁徙来。而另一支李氏是由山西永和石楼县迁移到米脂的，二支李氏不属于同宗同室。太安里二甲的李氏，是一大族，遍及米脂城乡各处。” 
李自成家庭属太安里二甲，明代前由甘肃太安里迁徙来到李家站。而这个李家站正是当年党项拓跋平夏部从甘肃东迁后居住的地方。
李自成出生時，父親夢見一黃衣人進入土窯，故取小名黃娃子。李自成少年喜好枪马棍棒。其父死后他於明朝负责传递朝廷公文的驿站擔任驿卒一職，负责照看马匹。

### 兵变
明朝末年的驿站制度有很多弊端，崇祯年間，給事中劉懋建議之下，全国三分之一的驿站被裁撤，李自成也被裁員，主要是曾經遺失公文，失业回家，并欠了债。同年冬季，李自成因欠舉人艾詔的债，又無力償還，被艾舉人告到米脂縣衙。縣令晏子賓將他“械而遊於市，將置至死”，後由親友救出後，年底，杀死債主艾诏，接着，因妻子韩金儿和村上名叫盖虎的通奸，李自成又杀了妻子。两条人命在身，于是就與侄儿李过于崇祯二年（1629年）二月逃到甘州（今甘肃省张掖市甘州区）投军。当时，杨肇基任甘州总兵，王国任参将。李自成不久便被王国提升为军中把总。同年在榆中（今甘肃省兰州榆中县）因欠饷问题杀死参将王國和当地县令，发动兵变。

### 征战
崇祯二年（1629年），後金第一次入塞，北京震動。李自成起事后转战汉中，参加了王左掛的军隊。1630年王佐挂被朝廷招降，李转投奔张存孟（不沾泥），为队长。1631年4月，张存孟在陕北战败，也降於官府。十月，洪承畴正式接任三边总督，逐渐剿灭陕西境内民變。1633年李自成率餘部东渡黄河，在山西投奔了他的舅父“闯王”高迎祥，称“闯将”。同年，曹文诏率千人关宁铁骑击败山西境内的民變，高迎祥、李自成、张献忠等均逃到河南被曹文诏、左良玉等多路明军包围。
然而次年崇禎七年（1634年）後金军第二次入塞，曹文诏被调到大同抗金，被围叛军从王朴处突围。是年六月，新任五省总督陳奇瑜乃引軍西向，約會陝西、鄖陽、湖廣、河南四巡撫圍剿漢南民變。高迎祥、张献忠、罗汝才、李自成等部見明軍雲集，誤走興安（今陝西省石泉以東的漢江流域）車箱峽。峽谷之中為古棧道，四面山勢險峻，易入難出，唯一出口為明軍所截，“馬乏芻多死，弓矢皆脫”，情勢危殆，李自成用顧君恩之計，賄賂陳奇瑜左右人士，向官兵詐降。此時陳奇瑜釋放李自成等人，派五十多名安撫官將叛軍遣送回籍，甫出棧道，自成立刻殺安撫官復叛。
崇禎八年（1635年）洪承疇任五省总督后围剿民變，叛军敗退至河南洛阳一带。高迎祥、張獻忠、老回回、羅汝才、革裡眼、左金王、改世王、射塌天、橫天王、混十萬、過天星、九條龍、順天王等十三家七十二營起义军在河南荥阳召开荥阳大会，李自成提出“分兵定向、四路攻战”方略。会后高迎祥、张献忠、李自成率部攻下南直隶凤阳，掘明皇室的祖坟，焚毁朱元璋曾经出家的皇觉寺，殺宦官六十多人，斬中都守將朱國相。因争夺鳳陽皇宮的俘虏小太監和鼓吹樂器，李自成與張獻忠結怨，李自成分軍西走甘肃。
崇禎九年（1636年）高迎祥在南直隶被新任五省总督盧象昇击败包围在郧阳山区。同年四月后金建国改國號為清，六月清军第三次入塞，盧象昇调任宣大总督抗清。由兵部侍郎王家桢继任五省总督，高迎祥等突围。高迎祥从子午谷进攻西安时兵败，被新任陕西巡抚孙传庭所杀。高迎祥残部投奔李自成，這時李自成被推为“闯王”，继续征战四川、甘肃、陕西一带。《明史》称其为「闯贼」。
崇禎十年（1637年），楊嗣昌會兵10萬，增餉280萬，提出“四正六隅，十面張網”策略，限制叛軍的流動性，各個擊破，最後殲滅。此舉在二年內頗見成效。崇祯十一年张献忠兵败降明，十一月李自成在渭南潼关南原遭遇洪承畴、孙传庭的埋伏被击溃，带着劉宗敏等残部17人躲到陕西东南的商洛山中。羅汝才在湖北均縣得到李自成戰敗消息，大為恐懼，率領一丈青、一條龍、「小秦王」王光恩、「過天星」惠登相、「興世王」王國寧、「托天王」常國安、「十反王」楊友賢等八營首領，往武當山太和宮向明太監李繼政投降。熊文燦招羅汝才等至襄陽，大宴於官署，奏授羅汝才為游擊。羅汝才紮營於均縣（今湖北丹江口）、房縣、竹山、竹谿、南漳、保康等地，與農民「錯壤而居」，暗中則和張獻忠來往。此時，明末民變暫時平息。
崇祯十一年（1638年）八月，清兵从青口山（今河北迁安市东北）、墙子岭（今北京密云东北）两路毁墙入关，发动了第四次入关作战。楊嗣昌為貫徹其「安內方可攘外」的戰略，力主與清議和，但遭到宣大總督、勤王兵總指揮盧象昇等人的激烈反對。崇禎和戰不定，盧象昇在河北巨鹿战死。清兵撤退后，孙传庭、洪承畴等人均被调往辽东防范清军，李自成在山中得以喘息。冬天李驻扎在富水关南的生龙寨，並娶妻生子。十二月，李自成由漢南至穀城與張獻忠、羅汝才秘密見面商討事情。臨別時張獻忠送給李自成騾馬、衣甲等物。

### 稱王稱帝
崇祯十二年（1639年）張獻忠在谷城（位于湖北襄阳）再次反叛，李自成從商洛山中率數千人馬殺出。崇祯十三年（1640年）河南大旱，李自成趁杨嗣昌的明軍主力在四川追剿張獻忠之際入河南，收留飢民，鄭廉在《豫變紀略》載李自成大賑饑民的盛況：“向之朽貫紅粟，賊乃藉之，以出示開倉而賑饑民。遠近饑民荷鋤而往，應之者如流水，日夜不絕，一呼百萬，而其勢燎原不可撲”。自此李自成軍隊發展到數万，提出“均田免賦”口號，即民歌之“迎闖王，不納糧”。崇祯十三年（1640年）十二月張獻忠所部逃出四川，偷袭襄阳，杀死襄王朱翊铭，杨嗣昌去世。
崇禎十四年正月二十日（1641年2月27日）攻克洛陽，殺萬曆皇帝的儿子福王朱常洵，從後園弄出幾頭鹿，與福王的肉一起共煮，名為“福祿宴”，與將士們共享，“发藩邸及巨室米数万石、金钱数十万赈饥民”。稱“奉天倡義文武大元帥”。
崇祯十四年（1641年）二月初，李自成趁明军惊魂未定之时，长途奔袭，意图攻下河南省會开封。开封守将高名衡、陳永福、王燮、黄澍等人竭力抵抗，农民军受到重创，李自成被箭射伤左目。二月十九日撤兵。是年十二月二十三日，农民军第二次围攻开封，再次遇到了顽强抵抗，开封的“巨商巨族，各送饼千百不等”。次年正月十五日，李自成再次撤军。這一年半之內李自成三圍省城開封，崇祯十五年（1642年）四月，李自成第三次包圍开封，使得開封形成了一座孤城。九月十五日黄河决口，十六日洪水首先冲开曹门，然后四门皆被冲开，城中平民遇难者甚众。日後李自成部先后殺陝西總督傅宗龍、汪喬年，李自成部隊日益壯大。李自成刻苦简樸，史載“不好酒色，脫粟粗糲，與其下共甘苦”“所为闯王者，躬步拜如常卒，衣帽不异人，故军中亦无识之者”。与此同時明朝對清朝戰事不利，崇禎十三年清军围困锦州，洪承疇增援对峙，十四年洪承疇兵败松山，据守松山城，并派出副将吴三桂返京求援吴却未回。崇祯十五年三月，清军破城，洪承疇降清。11月，清軍第五次入塞，深入山東，掠走36万人。
崇祯十六年（1643年）正月，李自成在襄陽稱「新順王」，招抚流亡的贫苦农民，“给牛种，赈贫困，畜孽生，务农桑”，又“募民垦田，收其籽粒以饷军”。5月，張獻忠克武昌，称“大西王”。10月，李自成攻破潼關，殺死督師孫傳庭，占領陝西全省。
崇禎十七年（1644年）正月初一李自成在西安稱帝，建國號“大順”，年號永昌。封三弟李自敬為王（號稱三千歲）、封留守長安的田見秀為澤侯、封袁宗第為綿侯、封李錦為滋侯、封劉宗敏為汝侯、封劉芳亮為左營制將軍、封劉希堯為淮侯、封劉體純為左果毅將軍。11月，张献忠在成都称大西皇帝。大顺永昌元年，李自成在西安建立了大顺农民政权后，曾创立了一些礼仪制，主要是结合历代朝廷和自身党项民族的生活礼节，使其礼仪大气而庄重大方。
李自成修改明朝礼仪制度。《明季北略》：李自成改制度 “明朝制度，任意纷更 又四月初一日，改大明门为大顺门，颁发冠服，大僚则加雉尾于冠服，方领，又收各牙牌，自务明光安令成字”《甲申纪事》：“衣服尚蓝，故军中俱穿蓝，官帽亦用蓝。《定思小纪》“然明代官制大半更革，……服色尚深蓝，俱刊定成。”
李自成结合唐制，制定一系列制度。《爝火录》：追尊其曾祖以下加谥号，以李继迁为太祖。设天佑殿大学士，牛金星为之。更六部为六政府，设尚书、侍郎等官。改文选司为文谕院，主事曰从政。改翰林院曰弘文馆，裁革詹事府。改中书曰书写房。国子监设三堂，革去祭酒，以司业为学正，学录博士为左右。改御史曰直指、给事中曰给谏、通政司曰知政司、尚宝司曰尚契司。大常、鸿胪，俱属礼政府。太仆寺曰验马寺，布政司曰统会可。巡抚曰节度使，按察曰防御使。府曰尹，州曰牧，县曰令。守备曰守领，把总曰守旅。改印曰契，一云大篆曰符、小篆曰契）。公服领尚方，以云为级，一品云一、九品云九。大僚冠加雉羽，带用犀银黑角三等。
“自”避讳为“大字下一个日”成字避讳为“把成字里的横折勾改为午字”。有记载说将自成的“成”字改为“晟”，实误。

### 入京

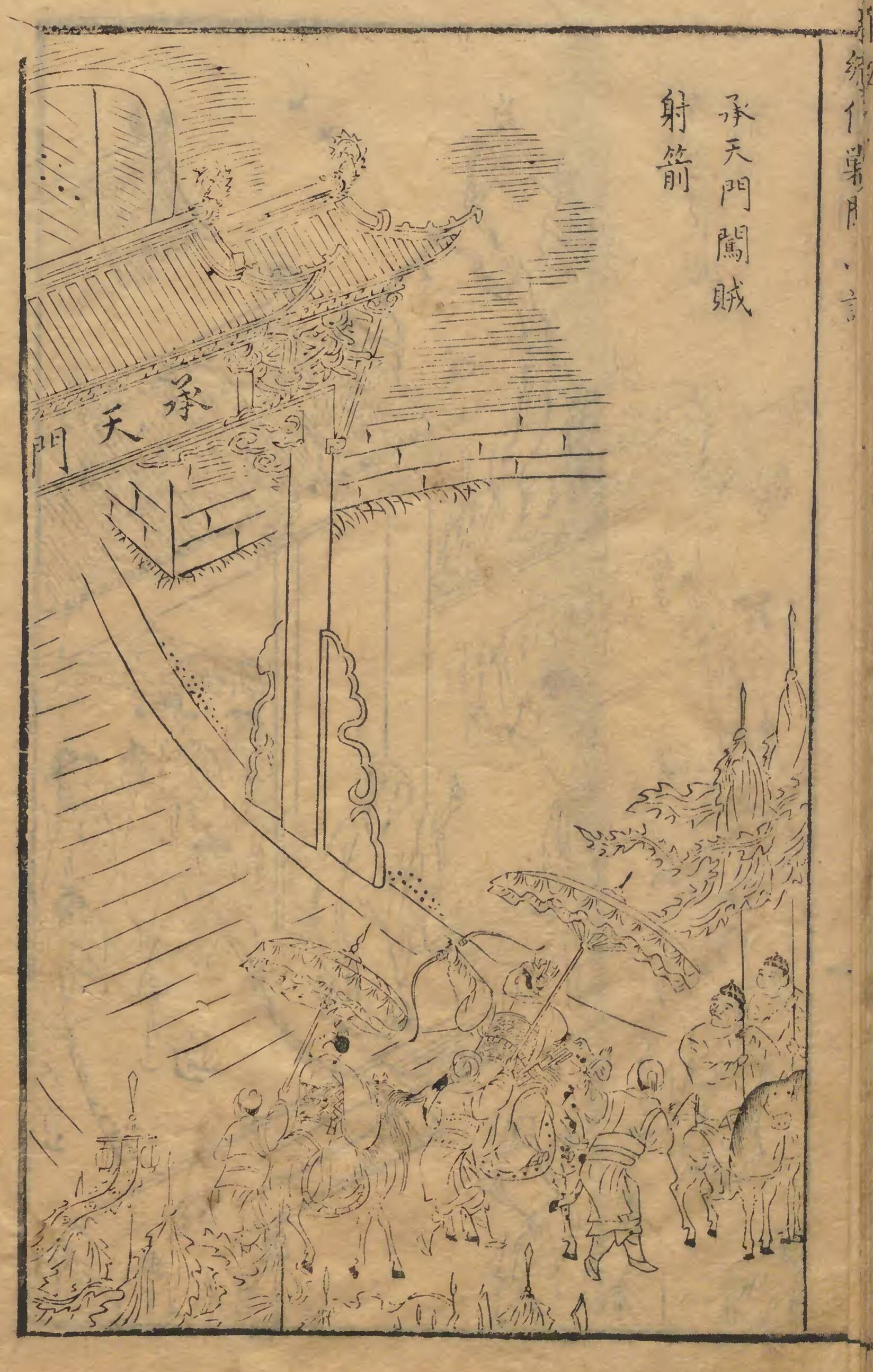
大順軍兵臨城承天門下《新編勦闖小説》

崇禎十七年（1644年）一月李自成率军五十万東征北京，二月初二（3月10日），在沙涡口造船三千，渡过黄河，攻下汾州（今汾阳）、阳城（今晋城市阳城县）、蒲州（今永济），隔日攻下怀庆（今河南焦作），杀卢江王朱载堙。初五日（3月13日）攻克太原，牛勇，王永魁等督兵五千人出战尽殁，初八日以守将张雄作内应，炮轰破城，蔡懋德自缢死。在太原休息八天。十六日，克忻州（今山西忻州），官民迎降，代州（今属忻州）守关总兵周遇吉凭城固守，雙方大战十餘日，遇吉因兵少食尽，退守宁武关（今山西寧武境）。周遇吉悉力拒守，最後火藥用盡，開門力戰而死，夫人刘氏率妇女二十餘人全被燒死。三月初一日（4月7日）李自成克宁武关，前后死将士七万餘人，傷亡慘重，《罪惟录》记“后贼陷京师，多有手足创者，皆经战宁武者也。”，李自成下令屠城  。當晚，大同总兵姜瓖投降，宣府总兵王承胤降表亦到，又连下居庸关、昌平。三月初八日，兵至阳和。十一日，大顺军开进宣府，“举城哗然皆喜，结彩焚香以迎”。崇禎急調辽东总兵吴三桂、蓟辽总督王永吉、昌平总兵唐通、山东总兵刘泽清入衛京城，並号召在京勋戚官僚捐助饷银。
三月十五日（4月21日）叛军抵达居庸关，监军太监杜之秩、总兵唐通不战而降，同时，刘芳亮率领南路军，东出固关后，真定府知府丘茂華、游击谢素福出降，大学士李建泰在保定投降。三月十六日，李自成部过昌平，抵沙河。十七日进高碑店、西直门，以大砲轟城，入午攻打平则门，彰义门，西直门。三月十七日半夜，守城太監曹化淳率先打開外城西側的廣甯門，叛軍由此進入今復興門南郊一帶（此事存疑，參見曹化淳條目）。三月十八日，李自成派在昌平投降的太監杜勳入城與崇禎帝秘密談判。據《小腆紀年附考》卷四載，李自成提出的條件為：「闖人馬強眾，議割西北一帶分國王並犒賞軍百萬，退守河南……闖既受封，願為朝廷內遏群寇，尤能以勁兵助剿遼藩。但不奉詔與覲耳。」雙方談判破裂。三月十九日清晨，兵部尚书张缙彦主动打开正阳门，迎刘宗敏所部军，中午，李自成由太监王德化引导，从德胜门入，经承天门步入内殿。此時崇禎带著太监王承恩上煤山瞭望，又返回乾清宫，大臣皆己逃散，最後崇禎前往景山自縊，史稱甲申之變。李自成下令將崇禎“礼葬”，在东华门外设厂公祭，后移入佛寺。二十七日，葬于田贵妃墓中。
李自成入住紫禁城，封宮女竇美儀為妃。大順軍入北京之初，兵不满二万，李自成下令：“敢有伤人及掠人财物妇女者杀无赦！”京城秩序尚好，店舖營業如常，“有二贼掠缎铺，立剐于棋盘街。民间大喜，安堵如故”。但從二十七日起，叛軍開始拷掠明官，四處抄家，规定助饷额为“中堂十万，部院京堂锦衣七万或五万三万，道科吏部五万三万，翰林三万二万一万，部属而下则各以千计”，刘宗敏制作了五千具夹棍，“木皆生棱，用钉相连，以夹人无不骨碎。”城中恐怖氣氛逐漸凝重，人心惶惶，“凡拷夹百官，大抵家资万金者，过逼二三万，数稍不满，再行严比，夹打炮烙，备极惨毒，不死不休”，“牵魏藻德、方岳贡、邱瑜、陈演、李遇知等，勋戚冉兴让、张国纪、徐允桢、张世泽等八百人追赃助饷。”谈迁《枣林杂俎》称死者有1,600餘人。李自成手下士卒搶掠，臣將驕奢，“杀人无虚日，大抵兵丁掠抢民财者也”。大順軍於佔領區皆設官治事，首為追餉，例如在城固縣，“賊索餉，加以炮烙”；在汾陽，“搜括富室，桁夾助餉”；在絳州，“士大夫慘加三木，多遭酷拷死”；在宣化，“權將軍檄徵紳弁大姓，貫以五木，備極慘毒，酷索金錢”。四月十四日，西长安街出现告示：“明朝天数未尽，人思效忠，定于本月二十日立东宫为皇帝，改元义兴元年。”十三日，由李自成亲率十萬大軍奔赴山海关征讨吴三桂，留守北京者为刘芳亮与李岩。
據說李自成入北京後，從宮中搜出內帑「銀三千七百萬錠，金一千萬錠」，「舊有鎮庫金積年不用者三千七百萬錠，錠皆五百（一說五十）兩，鐫有永樂字」。時人許重熙在《明季甲乙兩年匯略》借談遷之口謂曰：「損其奇零，即可代兩年加派，乃今日考成，明日搜括，海內騷然，而扃鑰如故，豈先帝未睹遺籍耶？不勝追慨矣。」但可信度並不高。計六奇認為：「予謂果有如此多金，須騾馬一千八百五十萬方可載之，即循環交負，亦非計月可畢，則知斯言未可信。」照前列說法，內帑中的銀兩總數就有185億兩（或者是18.5億兩；3700萬錠，一錠五百或者是五十兩）。但依據梁方仲估計，1390年至1486年，中國內地白銀總產量只有三千萬兩上下。明亡前，雖有大量西班牙銀元與其他外籍銀元流入，但也只有四千五百萬兩。亦有人估計明末時，全國流通的銀兩總數不可能超過7.5億兩。

### 覆滅
四月二十一日，李自成率兵六万，與據守山海關的明军將領吳三桂在一片石展开战斗。战至四月二十二日，吳軍渐渐不支。吳三桂乃降於清朝攝政王多爾袞，兩軍聯手擊潰李自成，主将刘宗敏受伤，急令撤退。二十六日（5月31日）李自成逃到京城，僅3萬餘人，怒杀吴三桂家大小34口。二十九日（6月3日）李自成在北京武英殿再行登基禮，以李繼遷為太祖，追尊七代考妣皆為帝后；立妻高氏為皇后，使牛金星代行郊天禮。次日逃往西安，由山西、河南两路撤退。臨行前火燒紫禁城和北京的部分建築。多尔衮命吴三桂不得入京城，直接追擊李自成军，在保定以南的望都一战，大顺军一度重创清军，五月初二日在定州清水河（今河北省定州市），李自成再次大败，大将谷可成陣亡。五月初三日（6月7日）多尔衮军入主北京城，立即派出两路大军，一路由多铎率领南下攻打南明，一路由阿济格率领攻打李自成军。阿济格和吴三桂部从保德州渡河，突破叛军的北部防线，经绥德、延安，直逼西安，七月李自成军渡黄河败归西安，不久，弃西安，经蓝田，商州，走武关。由於南明弘光帝朝廷的建立和大順軍的節節敗退，很多投降李自成的原明朝將領復投南明或降清。

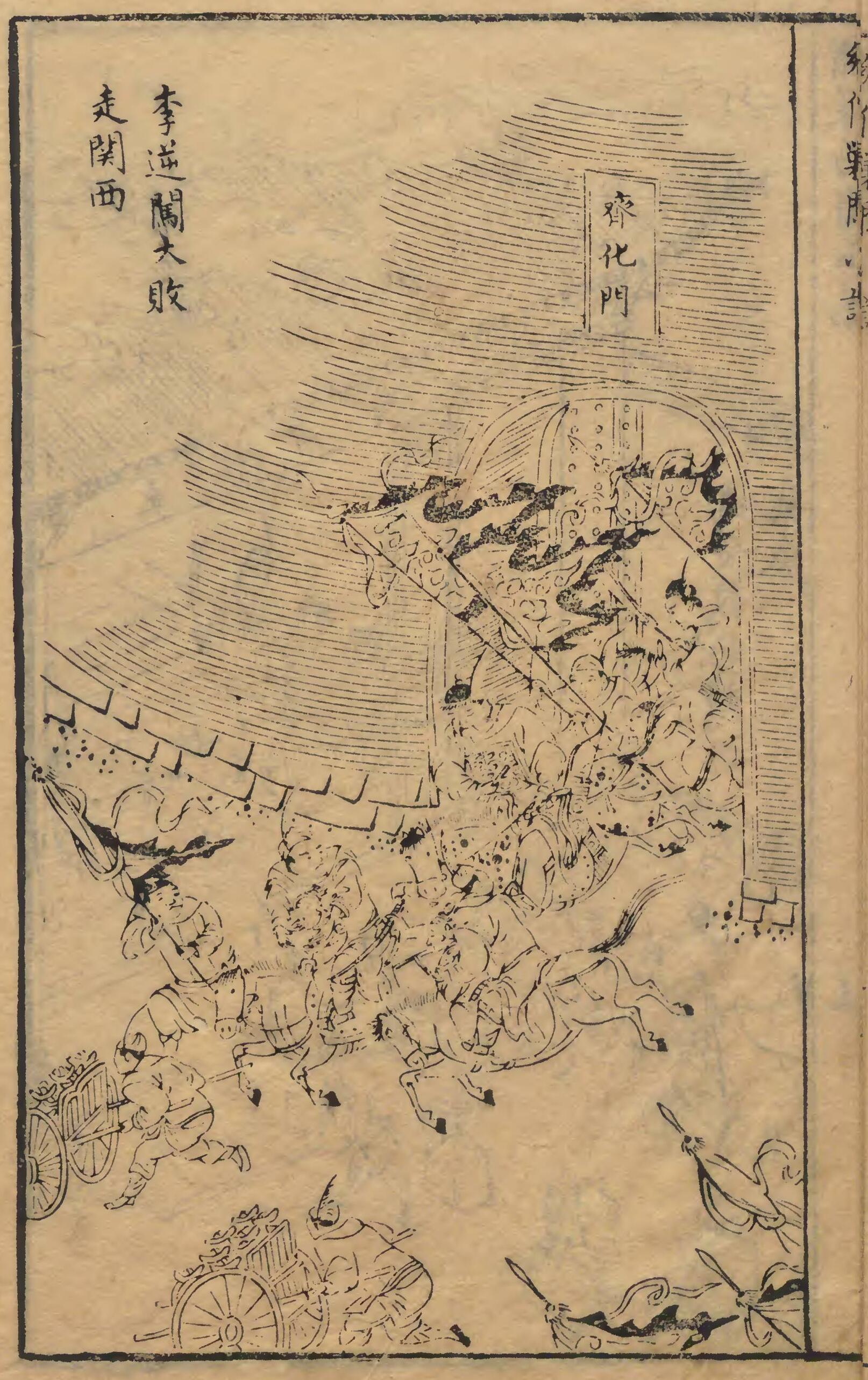
闖王敗走關西《新編剿闖小說》

順治元年（1644年）十二月，清軍出擊潼關，李自成軍列陣迎戰，清軍因主力及大砲尚未到達，堅守不戰。順治二年（1645年）清軍以紅夷大炮攻破潼關，李自成採取避戰的作战方式，經邓州、襄陽，入湖北，“声言欲取南京，水陆并进”，試圖與武昌的明朝總兵左良玉聯合抗清。左良玉東進欲前往南京的南明朝廷「清君側」征討馬士英，但病死途中。四月李自成入武昌，但被清軍一擊即潰，五月在江西再敗，逃到湖北通山縣南九宮山。至此李自成只帶著少數人馬，被當地百姓所困而死於山中。《明史》則稱他是先到了通城（不同於通山），再竄於九宮山掠食，招致百姓圍殺。
在他死後，大顺军餘部称李自成为先帝，其妻高氏为太后，李过推舉李自成三弟李自敬為首領。清康熙四年《通山县志》记载，大顺军对通山县亦進行了三個月的报复性濫殺侵擾。

## 死亡争议

### 湖北九宫山被杀说
湖北省東南的通城縣和通山縣各有一座九宮山。《明史》、《乾隆御批網鉴》、《绥寇纪略》皆記載李自成死於通城縣。1955年，通城县重修李自成墓，郭沫若题写墓碑。通山县一名教师引当地程氏族谱，得出李自成死于通山县九宫山的说法。此说，得到郭沫若在内的众多学者支持。郭沫若声明注销原题词，迁移墓碑。在通山县九宫山牛迹岭的一处清代无名墓葬，被认为是李自成墓或李自成部将墓地。1988年，列为第三批全国重点文物保护单位。

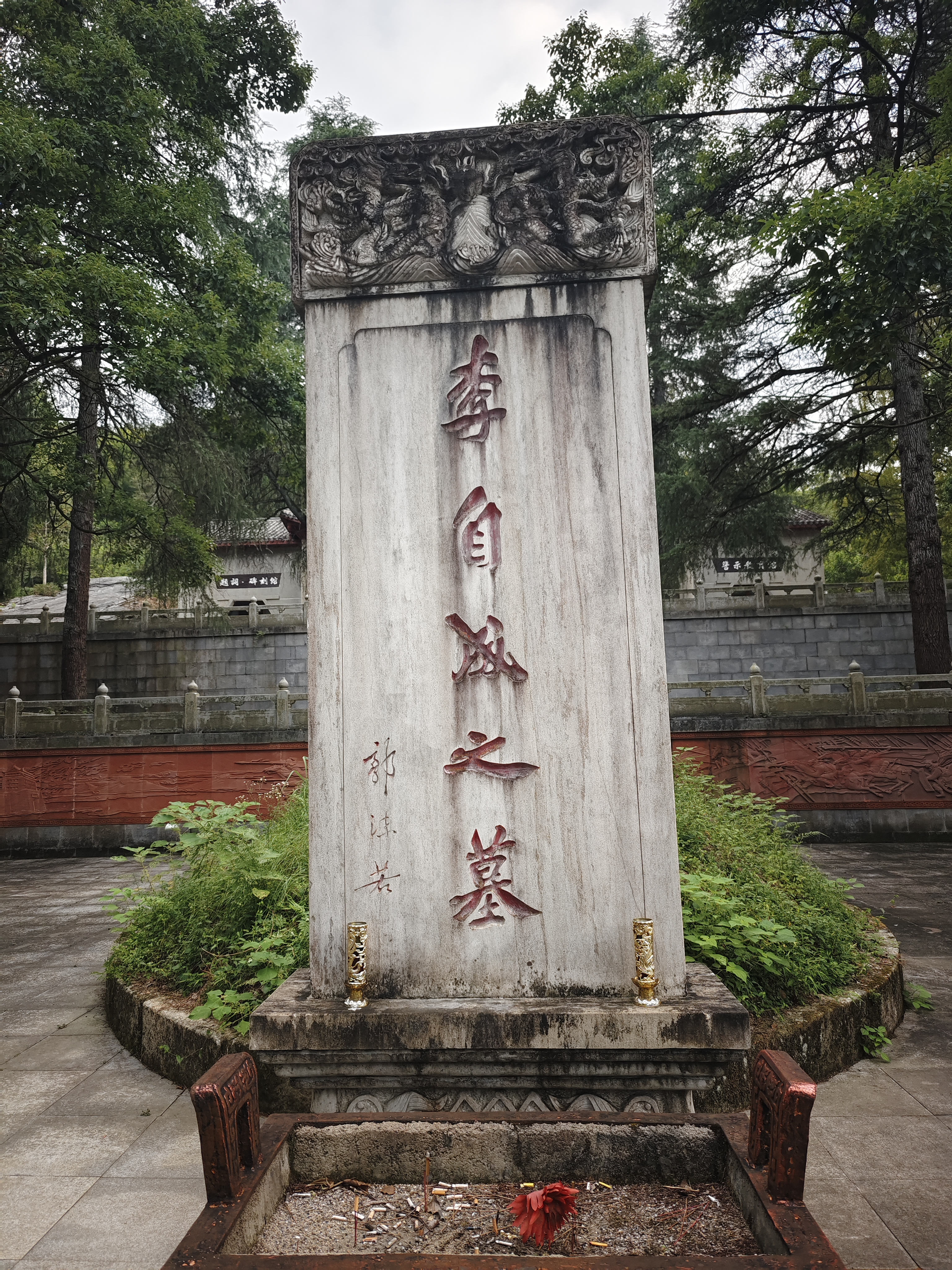
李自成之墓石碑，位于湖北省通山县闯王陵，郭沫若提

### 出家说
另說李自成兵败后脫逃，在湖南省石門縣夾山寺削髮為僧，名奉天玉和尚，至康熙十三年（1674年）圆寂于该寺。又說李自成隱居到甘肅蘭州青城。何璘《书李自成传后》曾记载：“李自成实窜澧州。因旁询故老，闻自成由公安（今湖北省公安县）奔澧（今湖南省澧县），其下多散亡，至清化驿（今澧县境），随十余骑走牯牛坝（今临澧县境），复弃骑去，独窜石门夹山寺为僧，今其坟尚在云。”《湖南通志》载，何璘号十樵，系宛平举人。在乾隆十一年（1746）调任澧州知州，因修澧志，得九溪卫教授孙某所告，谓石门夹山寺已故和尚奉天玉即李自成，经过一番实地考察和考证，撰写《书李自成传后》一篇，以纠正《明史》李传所记。根据湖南常德人周新国、周波所著《武陵藏珍-沅澧流域历史文化图说》一书及书中收集到的流散在澧水流域的文物说明，何璘所记“李自成禅隐夹山寺”应是可信的。1981年考古工作者在石门夹山风景区夹山寺清理了奉天玉大和尚墓，经专家考证奉天玉大和尚即为李自成，并在墓葬的基础上修建了一座陵园。1993年10月28日全国李自成学术研讨会在石门召开，会上肯定李自成兵败禅隐夹山寺，化名奉天玉，并圆寂于此。
但后来也有文章指称，1979年后通山与石门两地相互争夺李自成安葬地是经济利益所致，其论据也是以此为目的编造而成。另有一說是奉天玉和尚比較可能是李自成的弟弟李自敬。

### 湖南归隐说
《明季北略》持此说法。自称李自成后人的丁玲也持此说法。

## 神格化
位於臺南市仁德區的新田村池王宮宣稱該廟供奉的三曹元帥在世時乃李自成。

## 家族成員
妻妾
- 韓金兒：李自成第一任妻子，因與蓋虎通姦而被李自成所殺。
- 邢秀娘：李自成第二任妻子，負責管理李自成軍軍用物資，後與高傑私通降明。
- 高氏：民间传说称高桂英，李自成第三任妻子，李自成稱帝後立為皇后。
- 竇美儀：原明朝宮女，李自成入住紫禁城後納為妃。

兄弟
- 李自敬，李自成三弟，李自成死後繼位，在荆州之战为清军所破，降清之后遇害。

侄子
- 李過，大順制將軍、都督。

《榆林市志》记载:"清军在李家站一带剿杀李自成族人,数百名农民惨遭血屠"。为了逃避清兵剿杀,李家站李姓人"多改为叶姓,相传清代这一带叶姓生则姓叶,死后墓瓦皆书李姓。清康熙、乾隆年间,由叶家站迁居榆林城的叶兰家宅祠龛中,所供死者牌位,确皆有二木牌合成,外牌皆书叶姓,内牌皆书李姓死者。木牌在本世纪六十年代尚存"。7米脂泰安二甲李氏寅公桃花昴支系《宗谱资料汇编》六(李自成祖籍族裔考)载:"民国年间米脂人李鼎铭(后任陕甘宁边区政府副主席)、李蕴华(清光绪进士在四川、陕西等地任过县令、州官、陕北赈务会会长、国会议员等职)、李高枝等人为续修泰安里二甲李氏家谱",对李自成祖籍地进行了考查,考查结果证实李自成是米脂泰安里二甲李氏……李鼎铭、李蕴华等人在考查时将叶家祖坟刨开,发现其墓志都是外书叶,内书李。"

## 其他
- 1944年3月，郭沫若在重慶發表《甲申三百年祭》，揭露明末統治的黑暗，討論李自成進北京之后的驕傲腐化，和吳三桂的抉擇。國民党認為此文用明朝影射當時國民党的腐化；共產党將此文用于整風運動，提醒党員不要重蹈李自成的覆轍。但是，顧誠在《南明史》中認為，大順政權所以未能在北京站住腳，絕非領導變質，失去了群眾支持。恰恰相反，大順軍政權的失敗在於它未完成質變，繼續執行打擊官紳地主的政策，引起縉紳的強烈不滿。加之軍事部署嚴重失誤，導致滿洲貴族與漢族官紳勾結在一起，構成了對大順軍的壓倒優勢，「說李自成等大順軍領導人因驕致敗，是指他們目光淺短，驕傲輕敵，而決不能解釋為他們驕奢淫逸。」[57]
- 姚雪垠著長篇歷史小說《李自成》共五卷，其中第二卷於1982年獲第一屆茅盾文學獎。

## 影视形象
| 演員   | 作品                                      |
| 麥天恩 | 《武俠帝女花》(1981年)                    |
| 许还山 | 《双雄会》(1984年)                        |
| 朱鐵和 | 《鹿鼎記》（1984年） 《碧血劍》(1985年)   |
| 劉江   | 《雪山飞狐》(1985年)                      |
| 董子武 | 《巾帼悲歌》(1990年)                      |
| 李杰   | 《雪山飞狐》(1991年)                      |
| 張振寰 | 《亂世不了情》（1995年）                  |
| 華忠男 | 《鹿鼎記》（1998年）                      |
| 駱應鈞 | 《雪山飞狐》（1999年） 《碧血劍》(2000年) |
| 羅莽   | 《帝女花》（2003年）                      |
| 楊洪武 | 《明末风云》（2004年）                    |
| 劉威   | 《江山風雨情》（2005年）                  |
| 张山   | 《谁主中原》（2005年）                    |
| 王衛國 | 《碧血劍》(2007年)                        |
| 李振起 | 《雪山飞狐》（2007年）                    |
| 陈之辉 | 《鹿鼎記》（2008年）                      |
| 蘇茂   | 《鹿鼎記》（2014年）                      |
| 王绘春 | 《鹿鼎記》（2020年）                      |

## 延伸阅读
[在维基数据编辑]
 《明史卷三百〇九》，出自《明史》